# Alloxysta flavicornis
Alloxysta flavicornis is een vliesvleugelig insect uit de familie van de Figitidae. De wetenschappelijke naam van de soort is voor het eerst geldig gepubliceerd in 1841 door Hartig.